# Irina-Florentina Stoenică
Irina-Florentina Stoenică (n.  ?) este un deputat român, ales în 2024 din partea PSD. 